# Branston Pickle

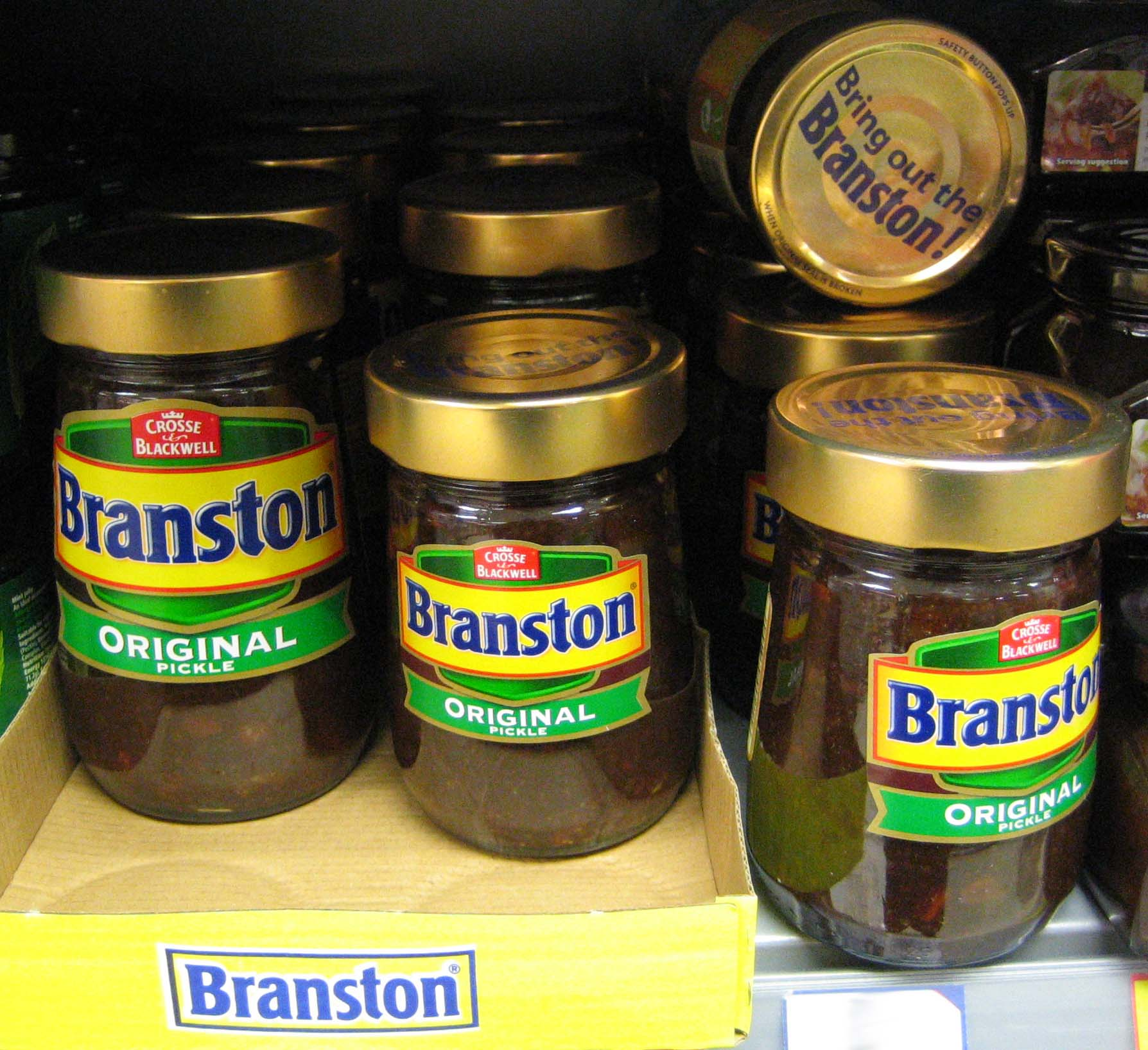
Branston-Pickle-Gläser

Branston Pickle ['brænstən pɪkəl] (Anhörenⓘ) ist ein britischer Markenname eines vegetarischen Relishs.
Erstmals hergestellt wurde es 1922 in Branston (Staffordshire), am Stadtrand von Burton-upon-Trent gelegen, von Crosse & Blackwell. 2004 wurde die Marke von Premier Foods aufgekauft und die Produktion nach Bury St. Edmunds in Suffolk verlagert.
Branston Pickle hat einen süßlichen Geschmack, eine chutneyartige Konsistenz und beinhaltet kleine Gemüsestücke in einer klebrigen braunen Sauce.
Hauptsächlich serviert wird Branston Pickle als Teil eines Ploughman’s Lunch, einer häufigen Mahlzeit in englischen Pubs. In Kombination mit Cheddarkäse ist es auch häufig auf Sandwiches anzutreffen.
Im Oktober 2004 wurde die Produktionsstätte in Bury St. Edmunds bei einem Brand völlig zerstört. Dies trieb die Preise wegen Lieferengpässen in die Höhe.

## Verkaufsformen
- Branston Pickle Original: Ursprüngliche Form.
- Branston Pickle Small Chunk: Mit kleineren Gemüsestücken, um auf Sandwiches besser verteilt werden zu können.
- Branston Squeezy Pickle: Als Squeeze-Flasche in drei Geschmacksrichtungen.
- Branston Pickle Spicy: Pikante Variante, wurde nach kurzer Zeit wieder eingestellt.
- Branston Relish Gurke: Original auch mit kleineren Gemüsestückchen, seit geraumer Zeit in Deutschland (z. B. Globus Warenhaus oder REWE) als Plastikflasche zu 400 g erhältlich (Rückseite)

## Verschiedenes
Im Vereinigten Königreich werden pro Jahr 28 Millionen Gläser Branston Pickle verkauft. Vom britischen Chips-Hersteller Walkers gab es auch die Geschmacksrichtung „Cheese and Branston Pickle“.